# António Vitoriano Rosa
António Maria Vitoriano Rosa, mais conhecido apenas como Vitoriano Rosa (Olhão, Algarve, 23 de Dezembro de 1932 - Lisboa, 15 de Janeiro de 2008), foi um escritor e jornalista português.

## Biografia

### Nascimento e formação
António Maria Vitoriano Rosa nasceu na vila de Olhão, na região do Algarve, em 23 de Dezembro de 1932. Frequentou a escola primária, onde se revelou desde logo como uma criança de inteligência excepcional, tanto nas letras como nas ciências. No entanto, devido à recursos não conseguiu continuar os seus estudos, tendo em vez disso aprendido como autodidacta.

### Carreira profissional e literária
Começou a sua carreira profissional durante a juventude, numa padaria. Nessa altura, fazia parte de um grupo de amigos de espírito artístico e democrático, e colaborou com membros do Movimento de Unidade Democrática Juvenil. Ao mesmo tempo, também ensinava adultos a ler e escrever, especialmente operários, na sua própria casa, tendo sido por estes motivos perseguido pela Polícia Internacional e de Defesa do Estado. Esteve preso em três ocasiões, embora nunca chegado a ir a tribunal. Também leu várias obras sobre ciência e filosofia, o que contribuiu para a formação do seu anticlericalismo.
Um dos seu principais interesses desde a juventude foi o cinema, especialmente o neorealismo italiano, tendo ajudado a desenvolver o cineclubismo no Algarve. Foi um dos fundadores do primeiro cineclube no Algarve, na vila de Olhão, e estava associado aos cineclubes de Porto, Santarém e Lisboa. Colaborou igualmente com o Cineclube de Estremoz, na primeira publicação sobre o realizador Manoel de Oliveira.
Em 1953 publicou o livro O Moderno Cinema Italiano, pela editora Livros Horizonte.
Depois de ter cumprido o serviço militar, foi para Lisboa em 1954, tendo começado a trabalhar na empresa Sonoro Filmes, que fazia importação e exportação de filmes. Trabalhou depois na Agência Portuguesa de Revistas, onde esteve à frente da revista Plateia, embora sem o seu nome aparecer como director, devido a ter cumprido apenas o ensino primário. Fez várias entrevistas a actores do rádio, teatro e cinema, foi crítico de cinema, e esteve em festivais nacionais e internacionais, onde participou como enviado e como membro do júri. Também foi um dos fundadores da revista Algarve Ilustrado e dos jornais Sporting Clube Olhanense e O Malho. Também trabalhou na revista Algarve Mais. Fez igualmente parte da Casa do Algarve, tendo ajudado na organização de um espectáculo musical, no âmbito do 50º aniversário daquela organização.
Após a Revolução de 25 de Abril de 1974, que repôs a democracia em Portugal, escreveu as obras As Mentiras de Marcelo Caetano e Dossier PIDE, com o pseudónimo Repórter Sombra, em parceria com António Cruz. Dirigiu igualmente o periódico Revista do Povo, e foi um dos fundadores e accionistas do jornal Correio da Manhã, em 1979, onde colaborou como crítico de cinema. Também nos anos 70, fundou e trabalhou como redactor na revista Cinema 15.
Participou em vários congressos do Racal Clube de Silves, tendo a sua última presença sido no XII Congresso, em 2004, com a comunicação O Algarve na Estaca Zero, onde criticou a cultura e a comunicação social da região, e a conduta dos deputados do Algarve na Assembleia da República.
Frequentou a Faculdade de Letras, no curso de Filologia Românica, que não chegou a concluir, devido à falta de tempo.

### Falecimento
António Vitoriano Rosa morreu em 15 de Janeiro de 2008, na cidade de Lisboa, aos 76 anos de idade.

## Homenagens
Ao longo da sua vida, Vitoriano Rosa juntou um importante acervo sobre a arte do cinema, incluindo fotografias de filmes, livros, periódicos e material promocional.
O espólio de Vitoriano Rosa foi doado pelos seus filhos à Câmara Municipal de Olhão e em Maio de 2012 à Cinemateca de Lisboa. Foi homenageado pela autarquia de Olhão, que colocou o seu nome numa rua do concelho, em 16 de Junho de 2013.